# Anacropora puertogalerae
Anacropora puertogalerae е вид корал от семейство Acroporidae. Видът е световно застрашен, със статут Уязвим.

## Разпространение
Разпространен е в Австралия, Британска индоокеанска територия, Вануату, Гуам, Индия, Индонезия, Кирибати, Малайзия, Малдиви, Маршалови острови, Микронезия, Науру, Нова Каледония, Палау, Папуа Нова Гвинея, Провинции в КНР, Северни Мариански острови, Сингапур, Соломонови острови, Тайван, Тайланд, Тувалу, Уолис и Футуна, Фиджи, Филипини и Япония.